# Tschagguns
Tschagguns ist eine vom Tourismus geprägte Gemeinde in Österreich in Vorarlberg mit 2197 Einwohnern (Stand 1. Jänner 2024). Sie liegt im Montafon, einer Talschaft im Bezirk Bludenz.

## Geographie
Tschagguns liegt im westlichsten Bundesland Österreichs, Vorarlberg, im Bezirk Bludenz. Das Siedlungsgebiet der Gemeinde erstreckt sich über eine Höhe von 650 bis 1.200 Metern Höhe.
34,2 % der Fläche sind bewaldet, 33,4 % der Fläche Alpen. Es existieren keine weiteren Katastralgemeinden in Tschagguns.
Oberhalb vom Ortskern Tschagguns liegt die Ortschaft Latschau mit dem Speichersee des Lünerseewerks und einer Station der Golmerbahn. Die Stationen sind in aufsteigender Reihenfolge:
- Talstation in Vandans (655 m)[1]
- Station Latschau (1000 m)[2]
- Station Matschwitz (1522 m)[3]
- Bergstation Grüneck (1893 m)

Der „Hausberg“ der Tschaggunser ist die Mittagspitze (2168 m ü. A.).
Das Gamperdelstal und das Gauertal gehören zur Gänze zum Gemeindegebiet. Am Ende des Gamperdelstales befindet sich die Tilisunahütte am Tilisunasee, am Ende des Gauertals befindet sich die Lindauer Hütte, beides sind wichtige und berühmte alpine Schutzhütten.

### Gemeindegliederung
- Tschegga
- Krista
- Nira
- Lochmühle
- Latschau
- Lantschisott
- Bitschweil
- Ganzenahl
- Zelfen
- Bödmenstein
- Mauren
- Fliegenschlipf

### Nachbargemeinden
| Vandans |                                             | Schruns         |
|         | Kompassrose, die auf Nachbargemeinden zeigt | St. Gallenkirch |
| Schiers | Luzein                                      |                 |

## Geschichte
Die erste urkundliche Nennung von Tschagguns erfolgte 1431 als „Liebfrauenpfarre im Montafon“.
Mit dem Tilisunabad gab es in der Zeit um Mitte 17. bis Mitte des 18. Jahrhunderts einen Heilbadebetrieb in Tschagguns.
Die Habsburger regierten die Orte in Vorarlberg wechselnd von Tirol und Vorderösterreich (Freiburg im Breisgau) aus. Von 1805 bis 1814 gehörte der Ort zu Bayern, dann wieder zu Österreich. Zum österreichischen Bundesland Vorarlberg gehört Tschagguns seit dessen Gründung 1861.
Seit 1905 ist Tschagguns an die damals in Betrieb genommene Linie der Montafonerbahn angeschlossen.
Der Ort war 1945 bis 1955 Teil der französischen Besatzungszone in Österreich.
Das alte Kirchlein von Latschau über Tschagguns ist 1973 abgebrannt.

### Bevölkerungsentwicklung
Der Ausländeranteil lag 2002 bei 7,8 Prozent.
In den letzten Jahrzehnten waren die Geburtenbilanz stets positiv und die Wanderungsbilanz negativ. Im Jahrzehnt 2001 bis 2011 nahm die Abwanderung so stark zu, dass die Bevölkerungszahl leicht zurückging.

## Kultur und Sehenswürdigkeiten

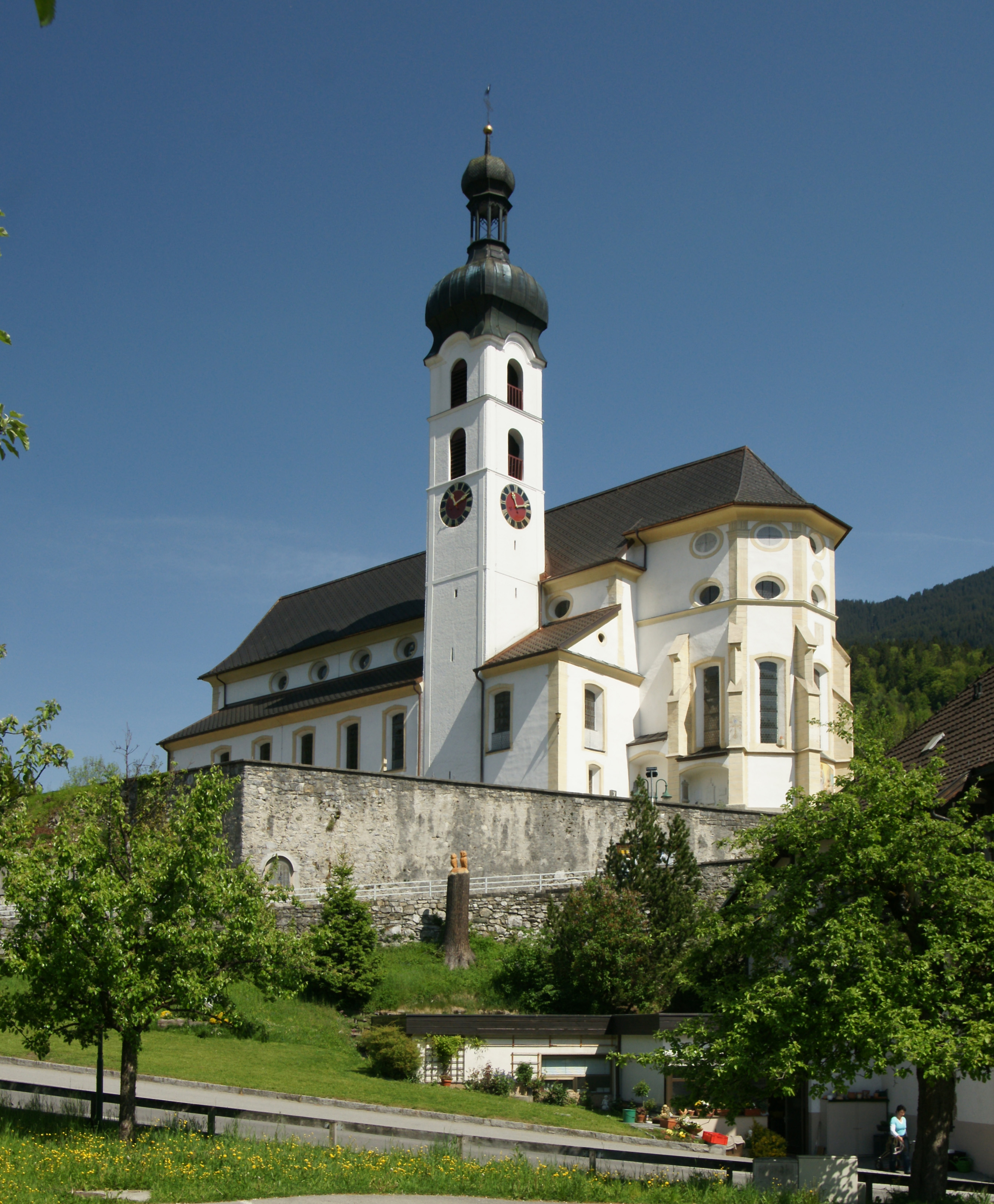
Pfarrkirche (2009)

- Der Grundstein für die Pfarr- und Wallfahrtskirche Unsere Liebe Frau Mariä Geburt wurde im Jahre 1452 gelegt. Sie wurde zu Ehren des heiligen Ulrich im spätgotischen Stil erbaut. 1598 und 1751 wurde die Kirche erweitert. In den Jahren 1812 bis 1816 wurde die Kirche in einem weiteren Ausbau verlängert und erhöht sowie durch das Anfügen eines neuen Seitenschiffes zu einer symmetrischen Anlage erweitert.
- Filialkirche Latschau Verklärung Jesu[7]
- Kapelle hl. Maria in Bitschweil[7]
- Kapelle am Weg nach Bitschweil[7]
- Kapelle hl. Rosenkranzkönigin in Bödmenstein[7]
- Kapelle Schmerzhafte Gottesmutter in Krista[7]
- Kapelle Mariä Himmelfahrt in Ziegerberg[7]
- Sandrellhaus

## Wirtschaft und Infrastruktur

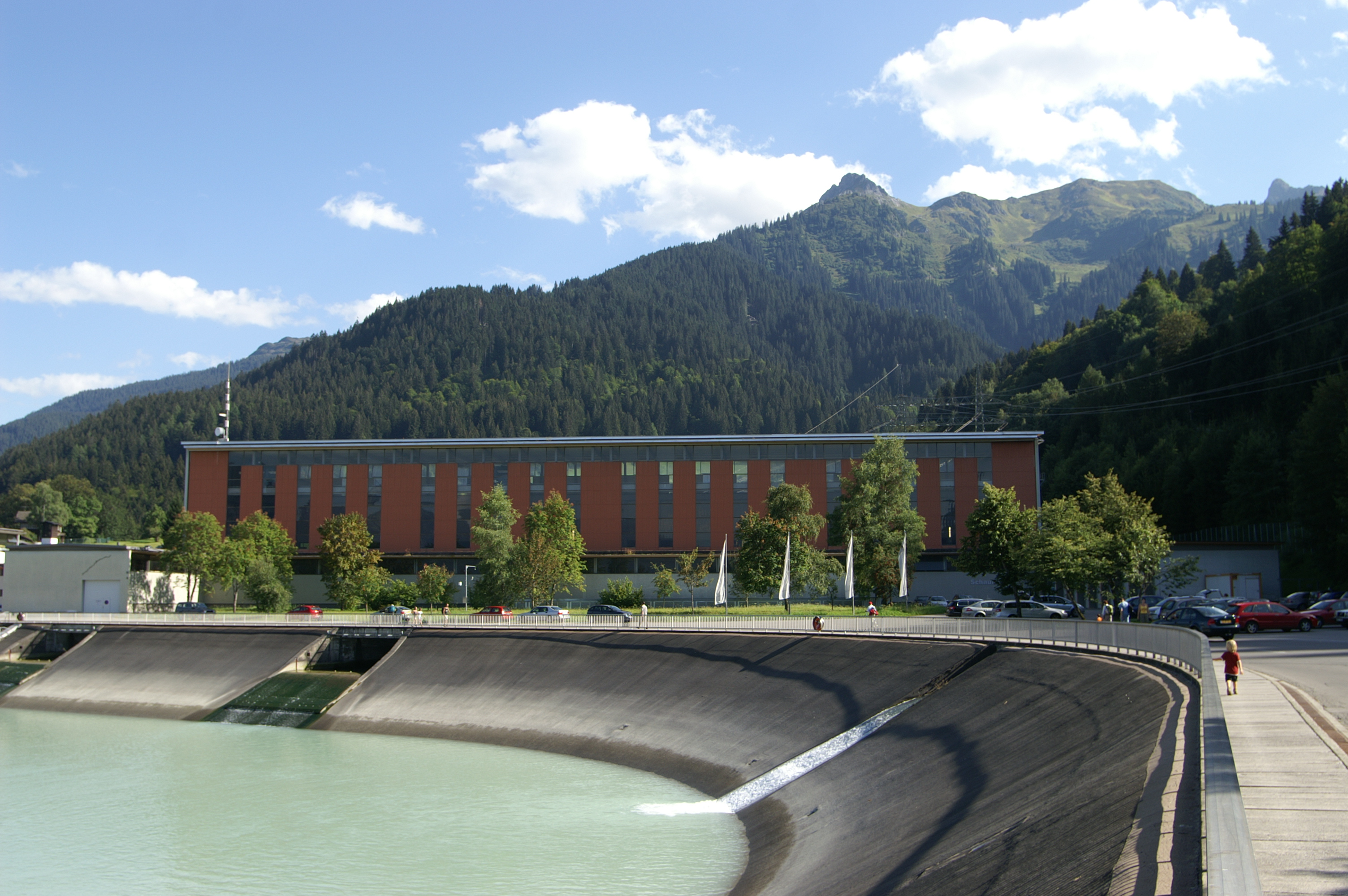
Speichersee Latschau

Im Ort gab es im Jahr 2003 33 Betriebe der gewerblichen Wirtschaft mit 264 Beschäftigten und 20 Lehrlingen.
Lohnsteuerpflichtige Erwerbstätige gab es 1030.
Tourismus und Fremdenverkehr sind wichtig. Im Tourismusjahr 2001/2002 waren es insgesamt 297.819 Übernachtungen. In Schruns-Tschagguns und Umgebung gibt es Skigebiete von 700 bis 2400 Meter, 62 Lift- und Seilbahnanlagen in den Orten und in der näheren Umgebung mit 200 km präparierten Pisten. Es gibt zudem 90 Haupt- und Nebenerwerbslandwirte mit insgesamt 540 Großvieheinheiten sowie einer bewirtschafteten landwirtschaftliche Fläche von ca. 500 ha.
Oberhalb vom Ortskern Tschagguns liegt die Ortschaft Latschau mit den Speicherbecken des Lünerseewerks. Dort besitzt das Wuppertaler Carl-Duisberg-Gymnasium bereits seit 1927 ein Schullandheim („Sulzfluh“).

### Verkehr

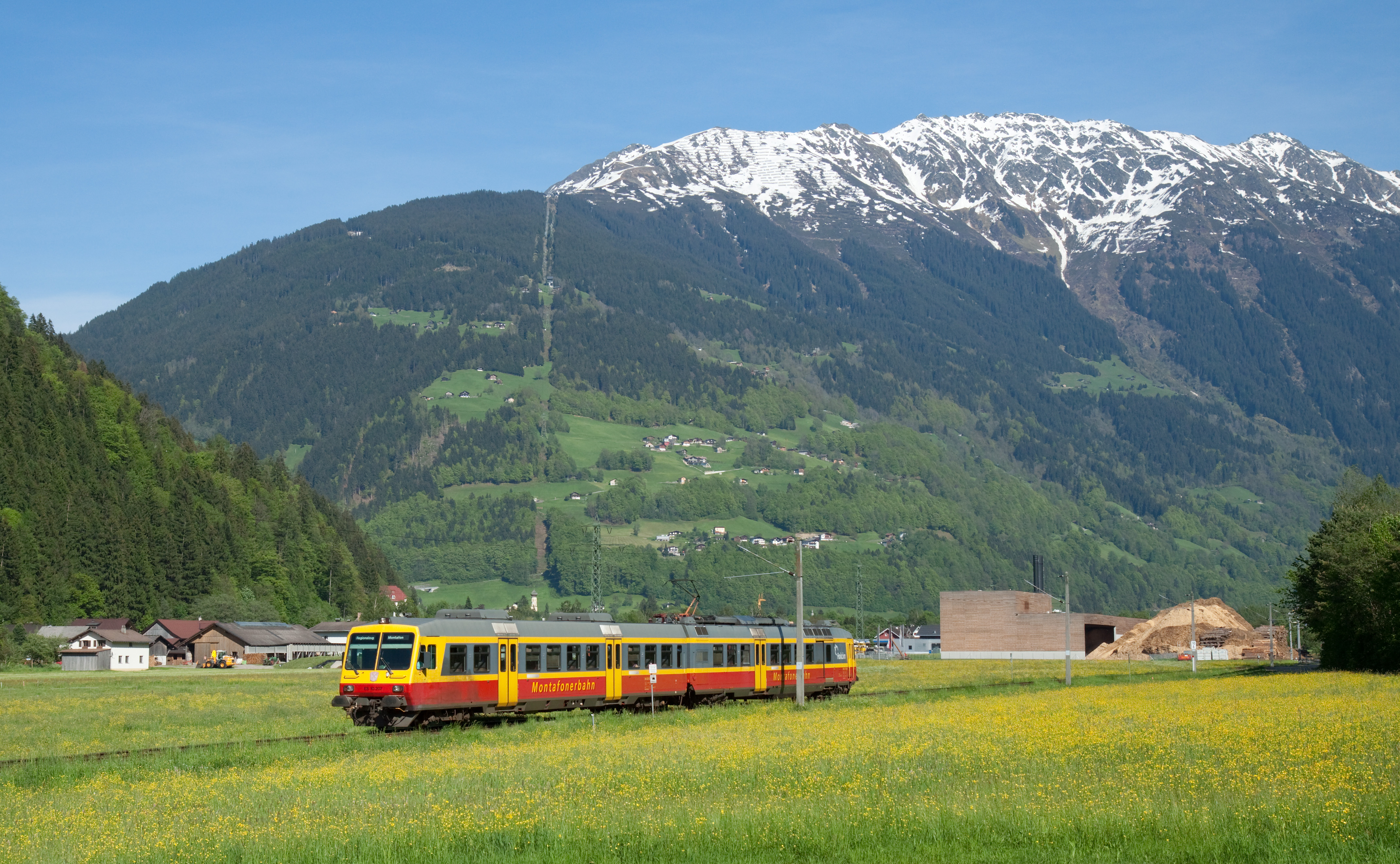
Garnitur der Montafonerbahn zwischen Tschagguns und Kaltenbrunnen

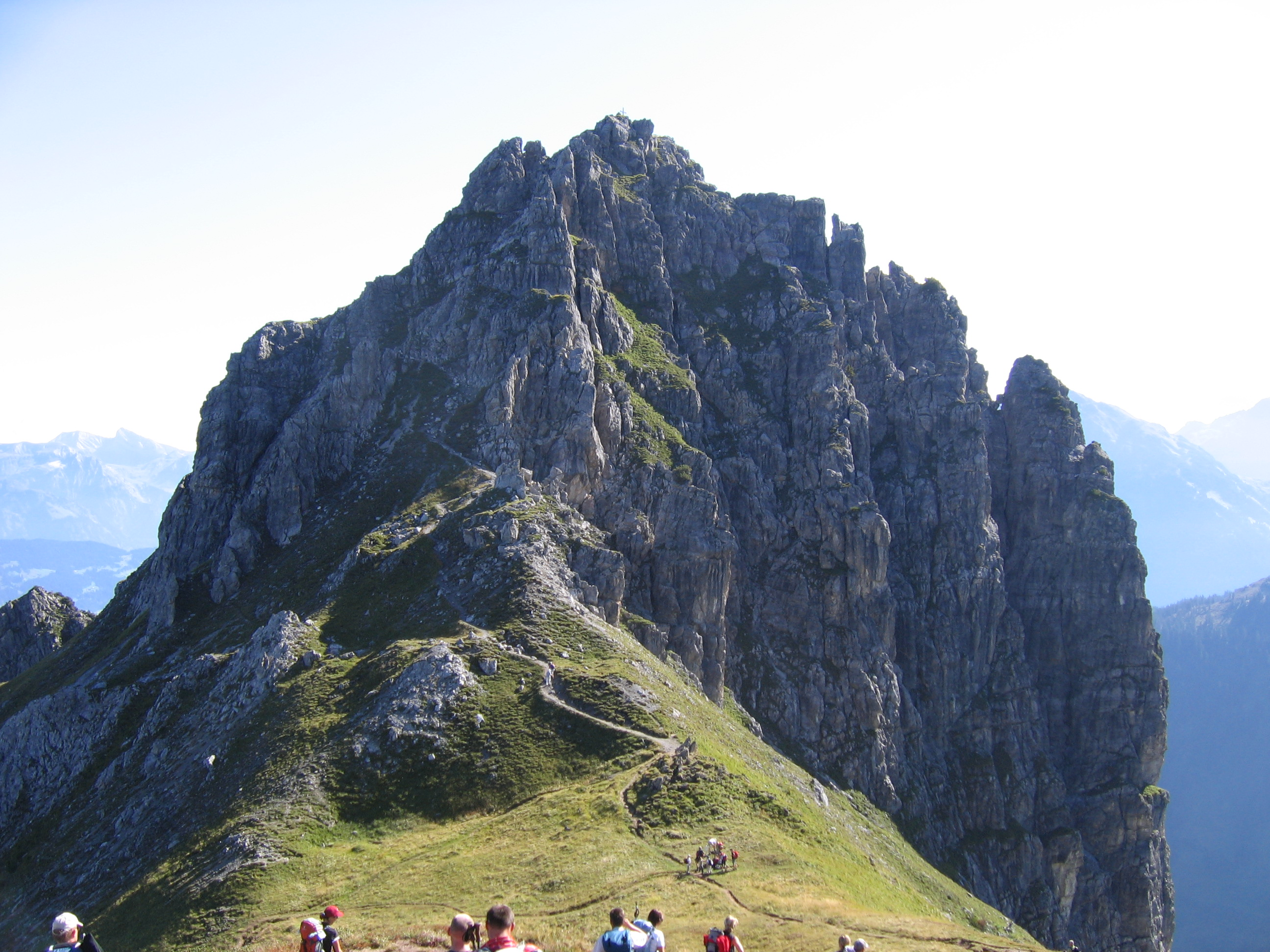
Tschaggunser Mittagspitze

Tschagguns ist mit einem Bahnhof an der Bahnstrecke Bludenz–Schruns an das Eisenbahnnetz angeschlossen.
Ein weiteres bedeutendes Verkehrsbauwerk bzw. Sehenswürdigkeit ist der Maurentobeltunnel am Ortsende von Tschagguns.

### Sport
Im Jänner 1946 fanden der „Drei-Türme-Riesentorlauf“ und die Alpine Kombination der Vorarlberger Landesmeisterschaft in Tschagguns statt. Am 29. Dezember 1946 erfolgte das Eröffnungsspringen auf der neuerbauten Ing. Ohneberg-Schanze.
Der Sessellift auf Grabs wurde am 15. Februar 1947 in Betrieb genommen. Es war der erste Sessellift Vorarlbergs und die damals längste Sesselbahn in Österreich. Erbaut wurde die Grabserbahn von Robert Plankl, dem Pächter des Sporthotels „Adler“ (wo heute das Gemeindeamt ist). Er wollte ursprünglich einen Lift auf den Golm errichten. Da die Illwerke aber bereits Transportanlagen für den Bau des Lünerseewerks planten, entschied er sich für Grabs. Seit dem Winter 1951/52 war dort auch der Schilift Hochegga in Betrieb.
Vom 18. bis 23. Februar 1947 fanden die Österreichischen Meisterschaften in Tschagguns statt, bei denen sowohl die alpinen als auch die nordischen Bewerbe ausgetragen wurden.
- Langlauf vom Ortszentrum Tschagguns bis nach Zelfen und zurück
- Abfahrts- und Torlauf auf Grabs („Hartmann-Abfahrt“)
- Schisprung auf der Ing. Ohneberg-Schanze (in der Nähe der Talstation der Grabserbahn)

Mit den Goldschlüsselrennen wurden in den Jahren 1963 bis 1983 internationale Schi-Weltcuprennen der Damen abwechselnd auf Grabs, der Kapellalpe und dem Golm ausgetragen.
Der Sessellift Grabs wurde Anfang 2008 abgebaut, der Schlepplift Hochegga ist noch vorhanden.

### Öffentliche Einrichtungen
- Schwimmbad
- Golfplatz (9-Loch)
- Aktivpark Montafon
- Klettergarten
- Tennisplatz
- Kneippanlage
- Alpine-Coaster-Golm[9]

### Bildung
In Tschagguns gibt es zwei Kindergärten (Tschagguns und Latschau). Am Ort gibt es auch zwei Volksschulen (Tschagguns und Latschau) mit 82 Schülern: Die Volksschule Tschagguns umfasst 58 Kinder, die in vier Klassen unterrichtet werden. Der Schulleiterin ist seit September 2022 Manuela Wolf. Die Volksschule Latschau wird privat geführt und hat als Schwerpunkt Reform- und Montessoripädagogik.

### Feuerwehr
In der Gemeinde Tschagguns bestehen zwei Freiwillige Feuerwehren, in Tschagguns und Latschau. Sie sorgen für den Brandschutz und die allgemeine Hilfe. Die Freiwillige Feuerwehr Tschagguns zählt in etwa 50 Feuerwehrmänner und ist im renovierten Feuerwehrhaus in der Zelfenstraße untergebracht. Der Fuhrpark besteht aus einem Tanklöschfahrzeug, einem Löschfahrzeug und einem Mannschaftstransportfahrzeug. Die 1883 gegründete Feuerwehr ist bereits bei über 150 Einsätzen und Hilfeleistungen ausgerückt und pflegt seit über 50 Jahre eine Feuerwehrpartnerschaft mit der Freiwilligen Feuerwehr Bad Friedrichshall im Landkreis Heilbronn in Baden-Württemberg.
Die Freiwillige Feuerwehr Latschau ist mit rund 30 Feuerwehrmännern im Feuerwehrhaus oberhalb des Lünerseewerks stationiert. Der Fuhrpark besteht ebenfalls aus den oben genannten drei Fahrzeugen.

## Politik

### Gemeindevertretung
In Vorarlberg wählen die Bürger alle fünf Jahre die Mitglieder der Gemeindevertretung durch Ankreuzen eines Listen-Wahlvorschlages bzw. durch Mehrheitswahl wenn kein Listenvorschlag vorliegt. Weiters den Bürgermeister durch Ankreuzen eines Wahlvorschlages.
Die Gemeindevertretung wählt in der konstituierenden Sitzung aus ihrer Mitte – sofern keine Wahl durch die Bürger zustande kam – gemäß § 61 Gemeindegesetz einen Bürgermeister und dann einen mindestens dreiköpfigen Gemeindevorstand. Die Zahl dieser „Gemeinderäte“ darf aber gemäß § 55 den vierten Teil der Zahl der Gemeindevertreter nicht übersteigen.
Der Bürgermeister führt den Vorsitz bei den generell öffentlichen Sitzungen der Gemeindevertretung, in denen kommunale Belange besprochen und Beschlüsse gefasst werden. Beobachter haben kein Mitspracherecht und kein Stimmrecht. Die Gemeindevertretung kann nach Bedarf Ausschüsse bestellen. Sitzungen des Gemeindevorstandes und der Ausschüsse sind nicht öffentlich.

#### Sitzverteilung nach den Wahlen
- Gemeindevertretungswahlen 1985: ÖVP 13, Namensliste 6, Parteiunabhängige Bürgerliste  1, GRÜNE 1.[12]
- Gemeindevertretungswahlen 1990: Namensliste Parteiunabhängiger Bürger 12, ÖVP 9.[13]
- Gemeindevertretungswahlen 1995: Namensliste Parteiunabhängiger Bürger 12, ÖVP 7, Freiheitliche 1, Tschaggunser Liste für Wirtschaft und Tourismus 1.[14]
- Gemeindevertretungswahlen 2000: Namensliste Parteiunabhängiger Bürger  9, ÖVP 8, Die Freiheitlichen 4.[15]
- Gemeindevertretungswahlen 2005: Offene Liste VP Tschagguns 21.[16]
- Gemeindevertretungswahlen 2010: Offene Liste VP Tschagguns 21.[17]
- Gemeindevertretungswahlen 2015: Offene Liste VP Tschagguns 21.[18]
- Gemeindevertretungswahlen 2020: Offene Liste VP Tschagguns 12, Gemeinsam für Tschagguns 9.[19]
- Gemeindevertretungswahlen 2025: Offene Liste VP Tschagguns 21.[20]

### Bürgermeister
- 1945–1950 Josef Schuster[21]
- 1950–1955 August Vonbank[21]
- 1955–1965 Anton Brugger[21]
- 1965–1975 Martin Both[21]
- 1975–1990 Eduard Bitschnau[21]
- 1990–1990 Elmar Galehr[21]
- 1990–2005 Guntram Bitschnau[21][22]
- 2005–2025 Herbert Bitschnau (ÖVP)[21][23][24][25]
- seit 2025 Gerhard Vonier (ÖVP)[24][26]

### Wappen
| Wappen von Tschagguns | Blasonierung: „In einem gespaltenen Schild, vorne in Blau eine silberne Kirche mit schwarzem Dach und Turmhelm, hinten in Silber und Rot geteilt, oben ein gekreuztes schwarzes Schlüsselpaar, unten ein goldenes Schaufelrad.“ |
| Wappen von Tschagguns | Wappenbegründung: Die Verleihung des Wappens an die Gemeinde Tschagguns erfolgte am 13. Dezember 1965 durch die Vorarlberger Landesregierung. - Die Kirche als Wahrzeichen von Tschagguns erinnert an die Bedeutung des Ortes als Wallfahrtsstätte. - Die Schlüssel bekunden die Zugehörigkeit zur Talschaft Montafon: Dieses Symbol wird seit dem frühen 15. Jahrhundert eingesetzt. - Das Schaufelrad symbolisiert die Wasserkraft, die einst von zahlreichen Korn- und Sägemühlen, heute von vier Elektrizitätswerken (illwerke vkw) genutzt wird. |

## Persönlichkeiten

### Söhne und Töchter der Gemeinde
- Johann Josef Ganahl (1770–1843), Textilfabrikant
- Johann Josef Makloth (1846–1908), Maler
- Engelbert Neyer (1880–1957), Landtagsabgeordneter
- Josef Anton Stüttler (1931–2009), Sozialwissenschaftler
- Werner Bleiner (* 1946), Skirennläufer
- Kurt Engstler (* 1949), Skirennläufer und Trainer
- Johannes Seilern (* 1951), österreichischer Schauspieler und Regisseur
- Christian Orlainsky (* 1962), Skirennläufer
- Schoder Sabine (* 1982), Spiegel-Bestseller-Autorin

### Personen mit Bezug zur Gemeinde
- Georg Friedrich Haas (* 1953 in Graz), Komponist, ist in Tschagguns aufgewachsen
- Franz Bachmann (1930–2019), Alpinist

### Ehrenbürger der Gemeinde
- Arnold Durig (1872–1961), Physiologe